# Flow: For Love of Water
Flow: For Love of Water es un documental de 2008 dirigido por Irena Salina, producido por Steven Starr y coproducido por Gill Holland y Yvette Tomlinson. Cuenta con la participación de los activistas Maude Barlow y Peter Gleick, y de los científicos Ashok Gadgil, Rajendra Singh y Vandana Shiva. Fue ganador del premio Grand Jury Award en el Festival de Cine Internacional de Mumbai.
En Flow: For Love of Water se muestra el negocio de la privatización de la infraestructura del agua, cuyo objetivo principal es el beneficio económico en lugar de la disponibilidad de agua limpia para la gente y en la naturaleza. En el documental se exponen corporaciones como Nestlé, The Coca-Cola Company, Suez y el Fondo Monetario Internacional (FMI).
Flow: For Love of Water fue presentado en la competición de documentales en el Festival de Cine de Sundance de 2008.